# Marc Van Montagu

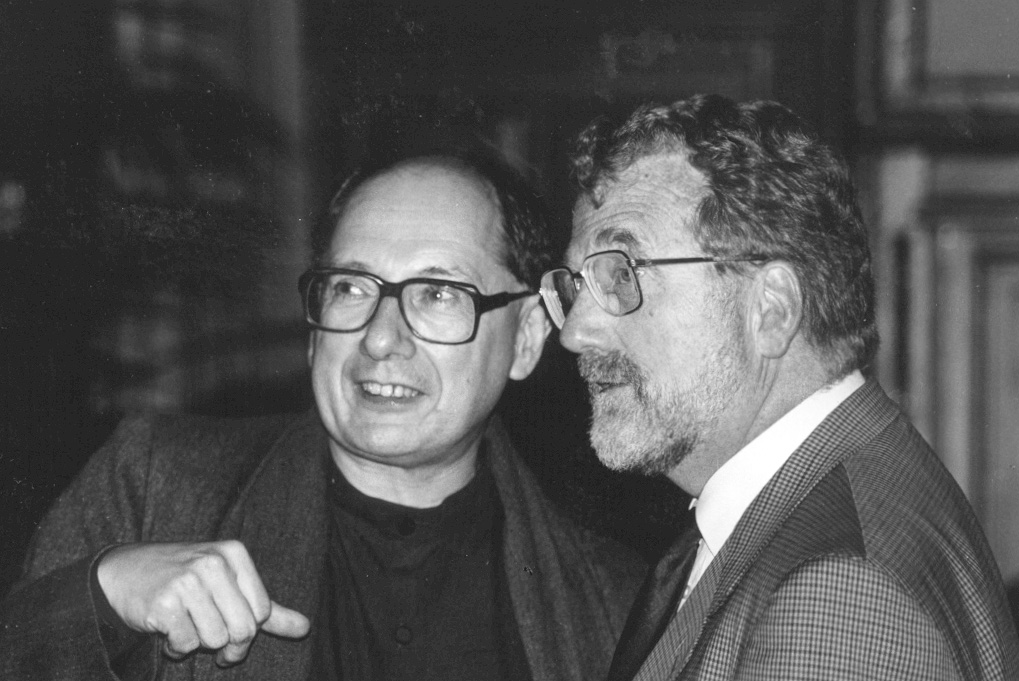
Marc van Montagu und Jozef Schell

Marc Van Montagu (* 10. November 1933 in Gent) ist ein belgischer Molekularbiologe. Er war Professor und Direktor des Genetiklaborsan der Universität Gent und Wissenschaftlicher Leiter der Genetikabteilung des Flanders Interuniversity Institute for Biotechnology (VIB).
Zusammen mit Jozef Schell entdeckte er den Mechanismus des Gentransfers zwischen Agrobacterium tumefaciens und Pflanzen. Er entwickelte daraufhin die Transformation durch Agrobacterium tumefaciens, die heute bei der Herstellung von transgenen Pflanzen weltweit eingesetzt wird.
1990 wurde er mit dem Prix Charles-Léopold Mayer ausgezeichnet, 1998 mit dem Japan-Preis und 2013 mit dem Welternährungspreis. 1986 wurde er als Mitglied (Foreign Associate) in die National Academy of Sciences aufgenommen. 1989 wurde er zum ordentlichen Mitglied der Academia Europaea gewählt. Seit 1991 ist er ausländisches Mitglied der Russischen Akademie der Wissenschaften. Er ist Ehrendoktor mehrerer Universitäten.